# Los Març
Los Març (en francès Les Mars) és una comuna (municipi) de França, a la regió de la Nova Aquitània, departament de la Cruesa, al districte d'Aubusson i cantó d'Auzances.
La seva població al cens de 1999 era de 219 habitants. Està integrada a la Communauté de communes Auzances-Bellegarde-en-Marche.

## Demografia
| 1968 | 1975 | 1982 | 1990 | 1999 |
| ---- | ---- | ---- | ---- | ---- |
| 372  | 344  | 295  | 274  | 219  |

## Administració
| Període | Identitat          | Partit |
| ------- | ------------------ | ------ |
| 2008-   | Michel Saint-André |        |